# Oratorio di San Lorenzo

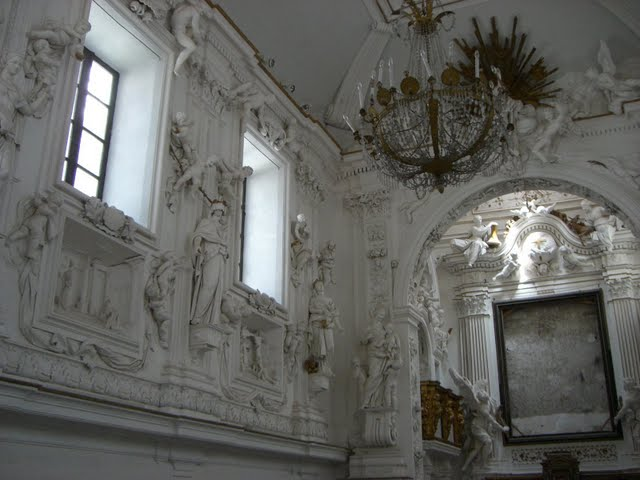
Im Altarraum ist die Stelle zu erkennen, von der das Caravaggio-Gemälde gestohlen wurde

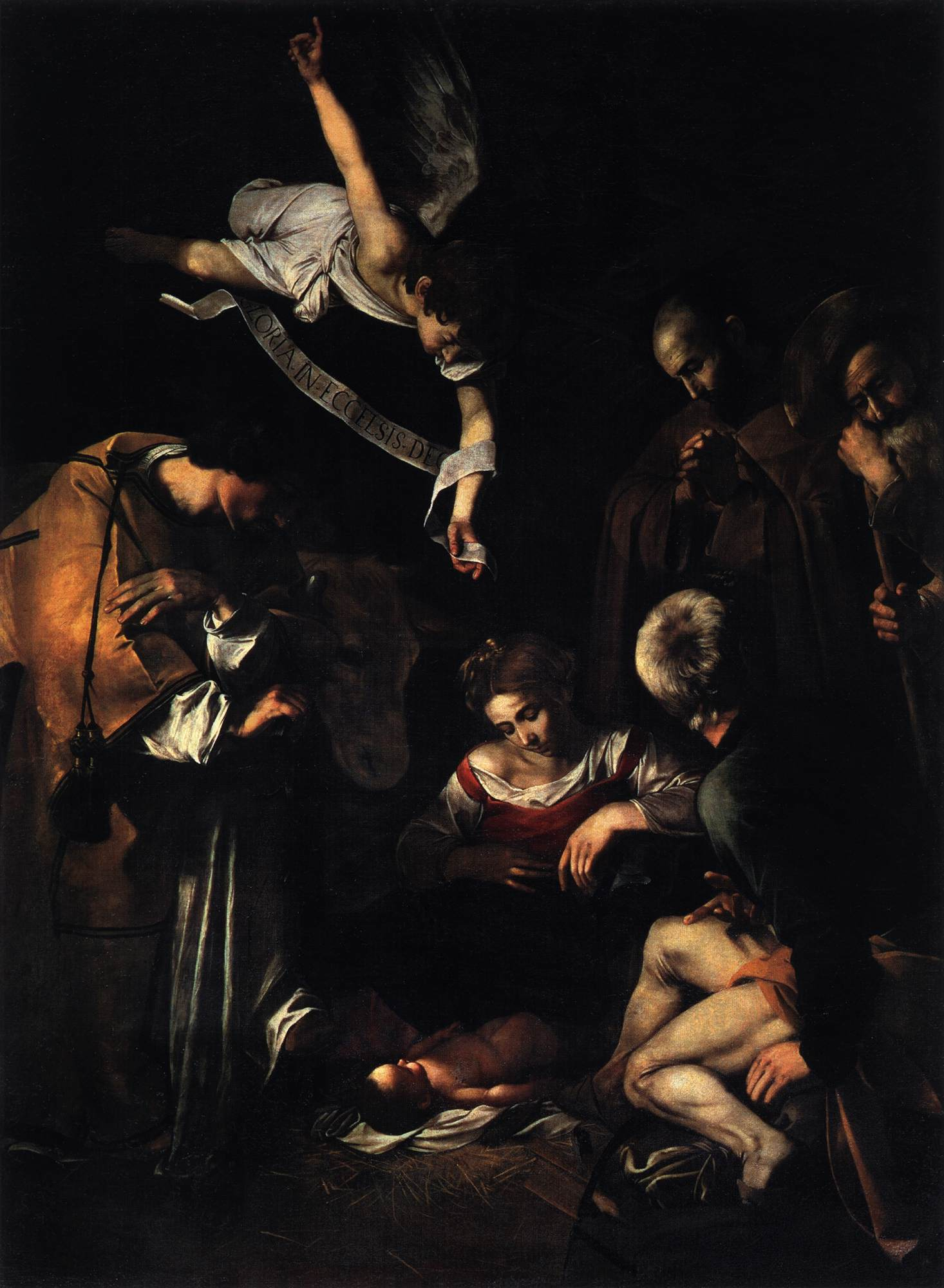
Caravaggio: Christi Geburt mit den Heiligen Franziskus und Laurentius (1609)

Das Oratorio di San Lorenzo ist ein Gebetshaus des Franziskanerkonvents in der Via Immacolatella in Palermo neben dem Oratorio dell’Immacolatella und der Basilika San Francesco.
Gegen Mitte des 16. Jahrhunderts auf einem Privatgrundstück errichtet, wurde das Oratorium später dem Franziskanerkonvent von Palermo übergeben. Die Ordensgemeinschaft, die sich insbesondere um Armenbestattungen im Stadtteil Kalsa von Palermo kümmerte, pflegte und verbreitete den Kult um die Heiligen Franziskus und Laurentius.
Die künstlerische Ausstattung des Oratorio di San Lorenzo enthält Reliefzyklen mit Szenen aus dem Leben der Heiligen und zehn allegorische Standfiguren ist eines der Hauptwerke des palermitanischen Stuckateurs Giacomo Serpotta. Die Stuckarbeiten entstanden zwischen 1698 und 1701.
1609 malte Michelangelo Merisi da Caravaggio „Christi Geburt mit den Heiligen Laurentius und Franziskus“. Das 268 × 197 cm große Leinwandbild wurde in der Nacht vom 17. auf 18. Oktober 1969 von unbekannten Tätern gestohlen und ist bis zum heutigen Tag verschollen. Es gilt als das beste Werk, das Caravaggio auf Sizilien schuf. In der Fahndungsliste des FBI gehört es zu den zehn meistgesuchten Kunstwerken der Welt.
Die mit Perlmutt verzierten Mahagonibänke stammen aus dem 18. Jahrhundert.